# Col de Menée
Le col de Menée est un col des Alpes françaises, situé entre les massifs du Vercors et du Diois, sur les communes de Percy (Isère) et de Treschenu-Creyers (Drôme), en région Auvergne-Rhône-Alpes, à 1 457 m d'altitude. Il est considéré comme la limite entre le Trièves et le Diois.

## Géographie
On y accède, depuis le Trièves, par la D 7 au départ de Chichilianne (10 km), et depuis le Diois, par la D 120, depuis Châtillon-en-Diois (22 km).

## Activités

### Randonnée
Le sentier de grande randonnée 965 « Sur les pas des huguenots » y passe.

### Cyclisme
Le col a été emprunté par la course cycliste du Tour de France au cours de la 16e étape de l'édition 1994 reliant Valréas à L'Alpe-d'Huez. L'ascension est classée en 2e catégorie et le Français Ronan Pensec est passé en tête au sommet.